# Caroline Aigle

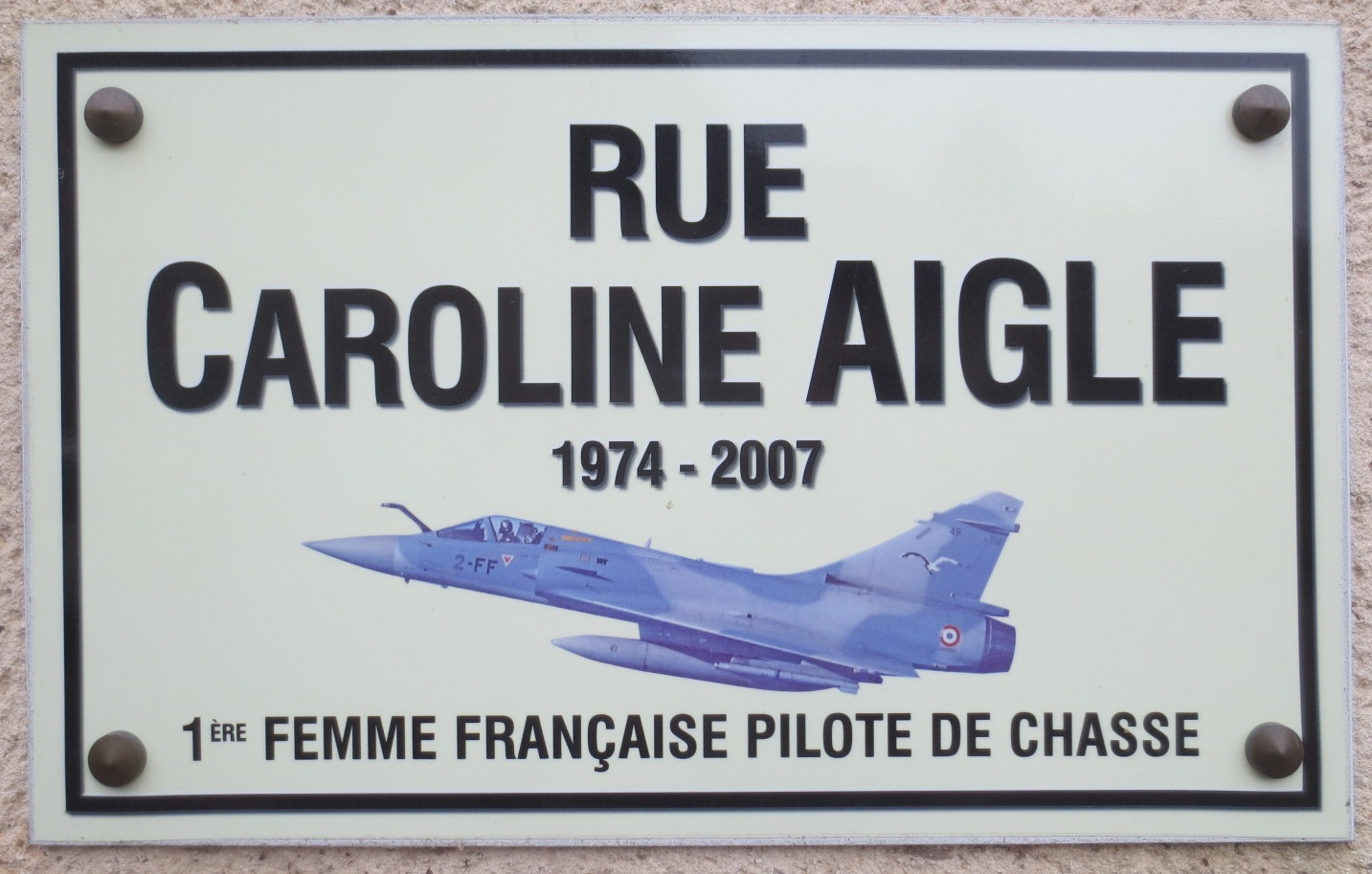
Straßenschild in Chambolle-Musigny, in der Nähe des Luftwaffenstützpunktes von Dijon (erste weibliche Jagdfliegerin, die einem Jagdgeschwader zugeteilt wurde). Hinweis: Die erste weibliche lizenzierte Jagdfliegerin ist Élisabeth Boselli.

Caroline Aigle (* 12. September 1974 in Montauban; † 21. August 2007 in Dijon) war eine Kampfpilotin mit dem Dienstgrad einer Kommandantin der Französischen Luftstreitkräfte. 1999 war sie die erste weibliche Kampfpilotin eines Jagdgeschwaders der französischen Luftwaffe.

## Leben und Wirken

### Kindheit und Studium
Caroline Aigle bereiste in jungen Jahren einen großen Teil Afrikas, wo ihr Vater als Militärarzt diente, bevor sie im Alter von vierzehn Jahren in die Militärschule Saint-Cyr eintrat, wo sie bis zum Baccalauréat blieb.
1994, nach der Classe préparatoire an der Prytanée national militaire, einer höheren militärischen Bildungsanstalt, wurde sie sowohl an der École Polytechnique als auch an der École Normale Supérieure zugelassen und entschied sich für Polytechnique. Da die Schüler dieser Schule einen militärischen Status haben, leistete sie von 1994 bis 1995 ihren Wehrdienst im 13. Bataillon der Chasseurs alpins (Alpenjäger). Am Ende ihres Studiums entschied sie sich für den Dienst in der Luftwaffe. 1997 begann sie ihre Flugausbildung im dritten und letzten Jahr der Ecole de l’air.

### Kampfpilotin
Am 28. Mai 1999 wurde Caroline Aigle auf dem Luftwaffenstützpunkt in Tours als Kampfpilotin auf dem Alpha Jet zugelassen; sie erhielt ihr Abzeichen aus den Händen von Luftwaffengeneral Jean Rannou, Stabschef der französischen Luftwaffe.
Im Jahr 2000 kam sie zur Luftwaffenstützpunkt in Orange im Jagdgeschwader 2/5 „Île-de-France“ und absolvierte ihre Ausbildung auf Mirage 2000. Im Jahr 2000 flog sie eine Mirage 2000-5 beim Jagdgeschwader 2/2 „Côte-d'Or“ in Dijon. Ab 2005 wurde sie Kommandantin des Geschwaders SPA 57 Mouette.
Im September 2006 wurde sie dem Kommando Flugsicherheit der französischen Luftwaffe in Metz zugeteilt.

### Sport
Caroline Aigle war auch eine erfolgreiche Sportlerin, französische Meisterin im Militär-Triathlon 1997, Weltmeisterin im Militär-Team-Triathlon 1997 und Vize-Weltmeisterin im Militär-Team-Triathlon 1999. Eine weitere ihrer Leidenschaften war das Fallschirmspringen.
Caroline Aigle träumte davon, Astronautin zu werden und wollte sich für das Europäische Astronautenkorps bewerben, aber sie war sehr krank und ihr letztes großes Ereignis war die Übernahme der Patenschaft für die Flugschau Airexpo in Toulouse im Mai 2007.
Sie kam auf fast 1600 Stunden Flugzeit.

## Privatleben
Caroline Aigle heiratete am 8. Juni 2002 Christophe Deketelaere (ebenfalls Kampfpilot) und wurde Mutter von zwei Kindern, Marc und Gabriel. Während ihrer zweiten Schwangerschaft erfuhr sie, dass sie Krebs hatte. Sie entschied sich, die Schwangerschaft trotz des medizinischen Risikos fortzusetzen. Ihr zweiter Sohn wurde als Frühgeburt geboren und Caroline Aigle starb drei Wochen später. Ihre Beerdigung fand am 27. August 2007 in der Kathedrale von Dijon statt.

## Würdigungen

### Auszeichnungen
- Im Jahr 2005 wurde sie mit der Médaille d’or de la Défense nationale ausgezeichnet.[2]
- Caroline Aigle wurde am 2. Oktober 2007 posthum vom damaligen Präsidenten der französischen Republik, Nicolas Sarkozy, mit der Luftfahrtmedaille Médaille de l’Aéronautique ausgezeichnet.[4]

### Andere Würdigungen
- Am 8. März 2008, anlässlich des Internationalen Frauentages, organisierte das Musée de l’Air et de l’Espace einen Ehrentag für Caroline Aigle, an dem unter anderem etwa hundert Pilotinnen am Steuer verschiedener Flugzeuge (Alpha Jet, Falcon 50, Eurocopter AS-350 Écureuil, Gazelle) auf dem Flughafen Le Bourget landen.[5]
- Am 7. April 2014 gab die französische Post eine Briefmarke heraus, die sie mit einem Mirage 2000 im Hintergrund zeigt. Die Briefmarke wurde in einer Auflage von 1,2 Millionen Exemplaren herausgegeben und am 7. April 2014 zu ihrem 40. Geburtstag in Umlauf gebracht.[6][7]